# بين غريف
بين غريف (بالإنجليزية: Ben Grieve)‏ هو لاعب كرة قاعدة أمريكي، ولد في 4 مايو 1976 في أرلينغتون في الولايات المتحدة.

## وصلات خارجية
- بين غريف على موقعبيزبول رفرنس.كوم (الدوري الرئيسي) (الإنجليزية)
- بين غريف على موقعبيزبول رفرنس.كوم (الدوري الثانوي) (الإنجليزية)
- بين غريف على موقع إي إس بي إن.كوم (أم.أل.بي) (الإنجليزية)
- بين غريف على موقع مشجعي الرسوم البيانية (الإنجليزية)